# الساحل (حي)
حي الساحل هو حي أحد الأحياء محافظة القاهرة بالمنطقة الشمالية، انفصل عن حي شبرا في أواخر الثمانينات من القرن العشرين، يضم العديد من معالم منطقة شمال القاهرة.

## معالم
يوجد بحي الساحل أحد أشهر مساجد القاهرة وهو مسجد الخازندار وهو من أقدم مساجد شبرا. وأُنشيء في عشرينات القرن العشرين، ويعتبر من أكبر مساجد القاهرة مساحة وبه ملحق يوجد به معهد ديني كبير وعريق، ويوجد أيضًا بالحي مستشفى ودير سانت تريزا.
من أهم مناطق حي الساحل: المتنزه، الخلفاوي، المظلات، ميدان فيكتوريا والذي أُعيد تسميته بميدان نصر الإسلام نظرًا لوجود «مسجد نصر الإسلام» هناك. وأيضًا ميدان المماليك ويحتوي على العديد من المدارس المشهورة في القاهرة كمدرسة «جلال فهمي الفنية» ومدرسة «روض الفرج الثانوية العسكرية» و«مدرسة طارق بن زياد التجريبية للغات» ومدرسة«حافظ إبراهيم التجريبية المشتركة للغات»، «ومدرسة التوفيقية الثانوية» وبه مساجد كثيرة وعريقة مثل «مسجد أبو الفضل» و«مسجد الشرايفة» و«مسجد الإصلاح» الذين يعدون من أكبر المساجد والجمعيات الخدمية في القاهرة.
ويوجد أيضًا «مسجد بركات» وهو أكبر وأقدم مسجد في هذا الحي وكان يوجد به مأذنة كبيرة وضخمة ولكن تصدعت في زلزال 92 ويصل عمر هذا المسجد أكثر من 100 عام.